# کارل کولر
کارل کولر (به آلمانی: Karl Koller) (زاده ۲۲ فوریه ۱۸۹۸ - مرگ ۲۲ دسامبر ۱۹۵۱) یک ژنرال آلمانی در دوره رایش سوم و از ۱ نوامبر ۱۹۴۴ تا ۸ می ۱۹۴۵ رئیس ستاد کل لوفت‌وافه بود.